# معركة لاهاي
معركة لاهاي Battle for the Hague أول معركة مظلات في التاريخ.
وقعت يوم 10 مايو 1940 كجزء من معركة هولندا مع قوات المظلات الألمانية. ما حدث أنه تم إسقاط المظليين الألمان في لاهاي وما حولها، وكانوا قد أعطوا أوامر بالسيطرة على المطارات الهولندية وكذلك على المدينة. بعد الاستيلاء على المدينة، أجبرت الملكة الهولندية فيلهلمينا على الاستسلام، وكان هذا دافعا نفسيا أن يستسلم الهولنديون في يوم واحد.
وكانت تلك أكبر وأول عملية إسقاط مظلات في التاريخ.